# تورد هولمغرين
تورد هولمغرين (بالسويدية: Tord Holmgren)‏ هو لاعب كرة قدم سويدي في مركز الهجوم، ولد في 9 نوفمبر 1957 في Palohuornas ‏ في السويد. شارك مع منتخب السويد لكرة القدم. أما مع النوادي، فقد لعب مع نادي فريدريكستاد.

## وصلات خارجية
- تورد هولمغرين على موقع قاعدة بيانات كرة القدم.إي يو (الإنجليزية)
- تورد هولمغرين على موقع ناشيونال فوتبول تيمز (الإنجليزية)
- تورد هولمغرين على موقع عالم كرة القدم.نت (الإنجليزية)